# 복음집

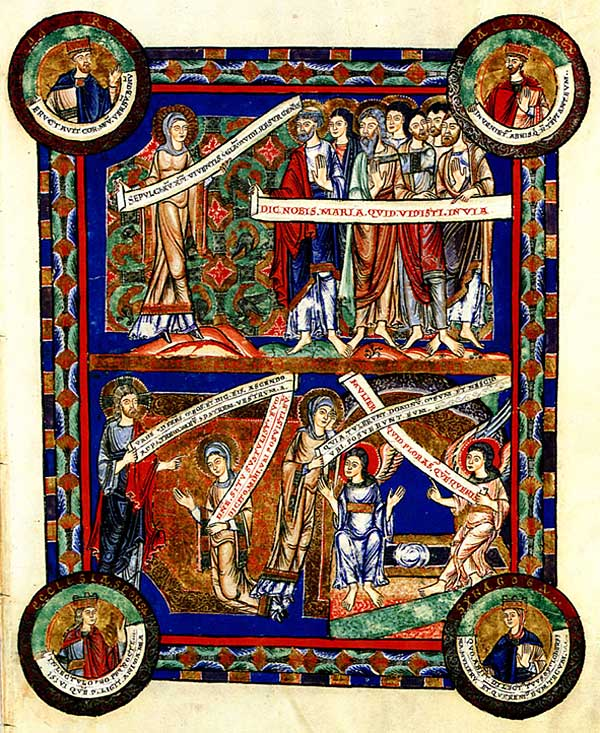
복음집 (Evangeliario di Enrico il Leone).

복음집(Evangeliarium)은 복음의 내용을 담고있지만, 복음서와 구별되는 기독교의 전례서의 하나이다. 전례 주년에 따라 해마다 전례 시기별로 미사에서 봉독할 단락을 네 복음서에서 뽑아 차례대로 배열해 놓은 것이다. 보통으로 미사나 시간 전례에서 봉독할 독서를 담은 독서집과 별도로 복음집을 제작한다.
- 미사에서 복음집의 사용

복음 봉독은 말씀 전례에서 정점을 이루기 때문에, 같은 이유로 복음집에도 존경을 표하여 다음과 같이 한다. 1) 입당 행렬에서 부제나 독서자가 복음집을 높이 들어 올려 행렬한다. 2) 복음을 봉독할 때 모두 일어서고, 복음 행렬에서 촛불과 향을 동반하여 복음집을 독서대로 옮긴다. 3) 복음집에 분향하며, 복음을 선포한 다음에 복음집에 입맞춘다. 4) 복음집에 입맞춤은 부제가 하거나, 주교가 집전하면, 주교에게 가져가 입마추게 할 수 있다. 5) 주교가 주례하는 미사에서 주교가 원하면 복음집으로 신자들에게 강복할 수 있다.
- 다른 예식에서 복음집의 사용

해당 예식서의 규정에 따라, 예비 신자들에게, 새 부제에게 복음집을 부여하고; 장례 예식에서는 관 위에 복음집을 얹어 놓으며; 주교 서품 예식에서는 해당 기도를 바치는 동안 주교품 후보자의 머리 위에 복음집을 펼쳐 얹고 새 주교의 손에 복음집을 수여한다.

## 같이 보기
- 서간집
- 독서집